# Paula Danziger
Paula Danziger (Washington D. C. 18 de agosto de 1944 - Nueva York, 8 de julio de 2004) fue una escritora estadounidense, cuyas obras iban dirigidas principalmente al público infantil y juvenil. Escribió más de 30 libros, siendo The Cat Ate My Gymsuit su primera obra, publicada en 1974. Al momento de su muerte, sus libros habían sido publicados en 53 países y traducidos en 14 idiomas.

## Biografía

### Primeros años
Paula Danziger nació el 18 de agosto de 1944, siendo hija de Samuel y Carolyn Danziger. Tuvo un hermano menor llamado Barry, nacido en 1947.

### Educación
La familia vivió en Nutley, Nueva Jersey, y en Hollidaysburg, Pensilvania, antes de establecerse en Metuchen, Nueva Jersey, cuando Paula estaba en sexto grado. En una entrevista con BookPage, Danziger dijo: "Cuando tenía 12 años, me recetaron tranquilizantes cuando debería haber recibido ayuda. No tenía nada grave ni terrible. Simplemente no sentí que [mi familia] fueran solidarios y emocionalmente generosos. Mi padre era una persona muy infeliz, muy sarcástico, y mi madre [era] muy nerviosa y se preocupaba sobre lo que pensaba la gente de ella." Se graduó de la Escuela Secundaria Metuchen.
Le animaron a estudiar enfermería en el bachillerato, pero decidió convertirse en profesora en la Universidad Estatal de Montclair, donde tuvo como maestro al poeta John Ciardi. Después de obtener una licenciatura en educación, Danziger enseñó inglés en escuelas secundarias mientras cursaba una maestría. Después de ser víctima de un accidente de tránsito, ella tuvo dificultades para escribir, ya que solo podía escribir al revés. A pesar de haber recuperado la capacidad de redactar normalmente, se acostumbró también a escribir al revés durante el resto de su vida. Este incidente la motivó a incursionar al mundo de la literatura.
Tras el éxito de su primer libro, The Cat Ate My Gymsuit, Danziger dejó la docencia para ser escritora de tiempo completo, en 1978. Tenía residencias en la ciudad de Nueva York y en Bearsville. Durante varios años, tuvo un piso en Londres, donde se hizo conocida por presentar un tema regular sobre literatura infantil en el matinal de los sábados, Live & Kicking, entre las décadas de 1980 y 1990.

### Muerte
El 9 de junio de 2004, mientras estaba con su sobrina Carrie Danziger, experimentó dolores en el pecho. Después de tratar de ocultar su malestar y llamar por teléfono a un vecino por su situación, finalmente fue llevada a un hospital, donde le diagnosticaron un infarto. Fue hospitalizada en el Hospital St. Luke en Manhattan, pero falleció el 8 de julio de 2004, tras complicaciones derivadas de su infarto al corazón.
Tras un servicio conmemorativo en el Riverside Memorial Chapel en Nueva York, Danziger fue enterrada en el Cementerio de Artistas de la ciudad de Woodstock. Le sobrevivió su hermano Barry y cuatro sobrinos, entre ellos Carrie.

## Carrera literaria
Su primera novela fue The Cat Ate My Gymsuit, cuyos personajes e historia está ampliamente basado en las experiencias de su infancia. Continuó escribiendo libros juveniles durante la década de 1980, expandiéndose a libros para lectores más jóvenes con la serie de Amber Brown, cuya protagonista está basada en la sobrina de Danziger, Carrie. Frecuentemente realizaba conferencias y discursos, vistiendo elaborados disfraces y se hacía llamar ante los niños como la Dama Edna Everage. Se le citó diciendo que en caso de una carrera alternativa, podría haber optado en ser comediante stand-up.
Junto con Ann M. Martin, escribieron los libros P.S. Longer Letter Later (1998) y Snail Mail No More (2000). Ambas se enviaban correspondencia mutuamente como si fueran las personajes principales.
A comienzos de 1992, Paula Danziger y su colega escritor Bruce Coville leyeron sus obras pro teléfono, continuaron como una pareja de escritores, la que posteriormente ingresaría la escritora Elizabeth Levy. Tras la aprobación de Danziger, Coville y Levy continuaron con la serie de Amber Brown, dando como resultado Amber Brown is Tickled Pink (2012), el cual narra la historia del segundo matrimonio de la madre de la protagonista.

## Premios
Las obras de Paula Danziger han sido nominadas y obtuvieron muchos premios de literatura infantil a nivel estatal en Estados Unidos, incluyendo el Premio de Literatura Infantil de Massachusetts en 1979, por el libro The Cat Ate My Gymsuit, y la Medalla del Joven Lector de California en 1984, por There's a Bat in Bunk Five. Cuatro de sus obras fueron nominadas para los premios IRA-CBC Children Choice: The Pistachio en 1979, The Cat Ate My Gymsuit y Can You Sue Your Parents for Malpractice? en 1980, y There's a Bat in Bunk Five en 1981. 
La Sociedad de Escritores e Ilustradores de Literatura Infantil creó la Beca Amber Brown, que premia anualmente a una o dos escuelas en honor de Danziger, con la visita de un día completo y con todos los gastos pagados de un destacado escritor o ilustrador de literatura infantil, un estipendio para ayudar a instalar el evento, y $250 dólares en libros del escritor visitante.

## Obras publicadas

### Infantil

#### Serie de Amber Brown (Ámbar Dorado en Hispanoamérica)
- Amber Brown is Not a Crayon (1994) (¿Seguiremos siendo amigos?)
- You Can't Eat Your Chicken Pox, Amber Brown (1995)
- Amber Brown Goes Fourth (1995) (Ámbar en cuarto y sin su amigo)
- Amber Brown Wants Extra Credit (1996) (Ámbar quiere buenas notas)
- Forever Amber Brown (1996) (Siempre seré Ámbar Dorado)
- Amber Brown Sees Red (1997) (Ámbar está superfuriosa)
- Amber Brown is Feeling Blue (1998)
- I, Amber Brown (1999)
- Amber Brown is Green with Envy (2003)
- Amber Brown is Tickled Pink (2012, escrito por Bruce Coville y Elizabeth Levy)

#### Serie de A es de Amber Brown
- What a Trip, Amber Brown (2001) (¡Vaya viaje, Ámbar!)
- It's Justin Time, Amber Brown (2001) (Ámbar y Justo a destiempo)
- Get Ready for Second Grade, Amber Brown (2002) (Ámbar empieza el curso)
- Orange You Glad It's Halloween, Amber Brown? (2002)
- It's a Fair Day, Amber Brown (2003) (Un día en la feria con Ámbar)

#### Otros
- Barfburger Baby, I Was Here First (2004)

### Juvenil

#### Serie de Matthew Martin
- Everyone Else's Parents Said Yes (1989)
- Make Like a Tree and Leave (1990)
- Earth to Matthew (1991)
- Not for a Billion Gazillion Dollars (1992)

#### Serie de Tara*Starr y Elizabeth
- P.S. Longer Letter Later (escrito con Ann M. Martin) (1998) (Unas cuantas cartas cortas)
- Snail Mail No More (escrito con Ann M. Martin) (2000)

#### Serie de Rosie y Phoebe
- The Divorce Express (1982)
- It's an Aardvark-Eat-Turtle World (1985)

#### Serie de Marcy Lewis
- The Cat Ate My Gymsuit (1974)
- There's Bat in Bunk Five (1980)

#### Serie de Kendra Kaye
- Remember Me to Harold Square (1987)
- Thames Doesn't Rhyme With James (1994)

#### Otros
- The Pistachio Prescription (1978)
- Can You Sue Your Parents for Malpractice? (1979)
- This Place Has No Armosphere  (1986)
- United Tates of America (2002)